# أوهام العظمة
أوهام العظمة هي نوع فرعي من الأوهام التي تحدث في المرضى الذين يعانون من مجموعة واسعة من الأمراض النفسية التي تتضمن ثلثي المرضى المصابين باضطراب ثنائي القطب ونصف الأشخاص الذين يعانون من مرض انفصام الشخصية، والمرضى المصابين بنوع فرعي من الاضطراب الوهامي، وجزء كبير من ذوي اضطرابات تعاطي المخدرات.
يتميز المصابون بأوهام العظمة بمعتقدات خيالية عن كونهم مشاهير وكليي القدرة وأثرياء أو بوجه آخر أقوياء جداً وفي بعض الأحيان يعتقدون بأن لديهم علاقة استثنائية مع إله أو أشخاص مشهورين. والأوهام عادةً ما تكون ذات طابع ممزوج بالدين والخيال العلمي والخوارق. هناك نقص نسبي في الأبحاث المتعلقة بهذا الوهم على النقيض من الأوهام الاضطهادية والهلوسات السمعية. حوالي 10% من الأشخاص الأصحاء مروا بأوهام وتخيلات عن كونهم عظماء ولكن تخيلاتهم لا تستوفي المعايير الكاملة لتشخيصهم ضمن المصابين بأوهام العظمة.
تشير الأبحاث إلى أن شدة أوهام العظمة ترتبط مباشرة بارتفاع الثقة بالنفس لدى الأفراد وتتعلق عكسياً بشدة الاكتئاب والتقييمات الذاتية السلبية. أيضاً قد لوحظ وجود هذه الأوهام في الأشخاص المتعلمين أكثر من الأشخاص الأقل تعلماً. وبالمثل، وجود أوهام العظمة لدى الأفراد الذين هم أكبر سناً أكثر من الأفراد الذين يصغرونهم من أشقائهم.